# Dance wiv Me
Pour l’article ayant un titre homophone, voir Dance with Me.
Singles par Dizzee Rascal
Flex
(2007) Bonkers
(2009)
Singles par Calvin Harris
I Created Disco
(2008) I'm Not Alone
(2009)
Singles par Chrome
Holiday
(2009)
Pistes de Ready for the Weekend
Yeah Yeah Yeah La La La 5iliconeator
Dance wiv Me est une chanson du rappeur Dizzee Rascal avec le DJ écossais Calvin Harris et le chanteur britannique Chrome sorti le 22 juin 2008.

## Liste des versions et remixes
- Agent X Remix
- The Aston Shuffle Remix
- Extended Mix
- Dirty Vegas Remix
- DJ Frizzo Remix
- DJ Teddy-O & Benny Blanco Remix
- DJ Rap Remix
- Funkpuss Edit
- Jason Nevins Extended Mix
- Jason Nevins Remix
- Live At Glastonbury
- Live At iTunes Festival
- Niteryders Remix
- Phatclick Swayze & Alec Cresp Remix
- Radio Edit
- Shazam Remix

## Liste des pistes
| - Téléchargement Single 1. "Dance Wiv Me" (Radio Mix) – 3:25 - Maxi CD / 12" Single 1. "Dance Wiv Me" (Radio Mix) – 3:25 2. "Dance Wiv Me" (Extended Mix) – 4:22 3. "Dance Wiv Me" (Niteryders Remix) – 5:12 4. "Dance Wiv Me" (Agent X Remix) – 4:25 - Téléchargement Single (Live) 1. "Dance Wiv Me" (Live at iTunes Festival) – 3:37 2. "Dance Wiv Me" (Live at Glastonbury) – 4:10 | - États-Unis Single 1 1. "Dance Wiv Me" (Radio Edit) – 3:25 2. "Dance Wiv Me" (DJ Rap Remix) – 4:22 3. "Dance Wiv Me" (Dirty Vegas Remix) – 5:12 4. "Dance Wiv Me" (Jason Nevins Remix) – 4:25 - États-Unis Single 2 1. "Dance Wiv Me" (Radio Edit) – 3:25 2. "Dance Wiv Me" (Extended Mix) – 4:22 3. "Dance Wiv Me" (Shazam Remix) – 5:44 4. "Dance Wiv Me" (The Aston Shuffle Remix) – 6:14 5. "Dance Wiv Me" (Jason Nevins Extended Mix) – 6:47 - Allemagne Single 1. "Dance Wiv Me" (Radio Edit) – 3:25 2. "Dance Wiv Me" (DJ Frizzo Remix) – 4:04 |

## Classements et certifications
| Classement (2008–2009)                 | Meilleure position |
| -------------------------------------- | ------------------ |
| Australie (ARIA)                       | 13                 |
| Belgique (Flandre Ultratop 50 Singles) | 40                 |
| Allemagne (Media Control AG)           | 48                 |
| Irlande (IRMA)                         | 5                  |
| Royaume-Uni (UK Singles Chart)         | 1                  |
| Royaume-Uni Classement single R&B      | 1                  |

| Classement (2000-2009)        | Position |
| ----------------------------- | -------- |
| Royaume-Uni Classement single | 79       |

| Pays        | Organisme       | Certification | Ventes  |
| ----------- | --------------- | ------------- | ------- |
| Australie   | Australie ARIA  | Or            | 35,000  |
| Royaume-Uni | Royaume-Uni BPI | Platine       | 600,000 |